# Euscorpius koci
Espèce
Euscorpius koci est une espèce de scorpions de la famille des Euscorpiidae.

## Distribution
Cette espèce est endémique de la province de Mersin en Turquie.

## Description
Le mâle holotype mesure 24,45 mm et la femelle paratype 25,01 mm.

## Étymologie
Cette espèce est nommée en l'honneur de Halil Koç.

## Publication originale
- Tropea & Yağmur, 2015 : Two new species of Euscorpius Thorell, 1876 from Turkey (Scorpionidae: Euscorpiidae). Arachnida - Rivista Aracnologica Italiana, vol. 1, no 4, p. 13-32.